# Lóegaire Birn Buádach
Pour les articles homonymes, voir Lóegaire Búadach.
Lóegaire Birn Búadach (prononciation C.f.) (fl. Ier ou IIe siècle apr. J.-C.) est le second roi légendaire du royaume d'Osraige après la mort de son père, Óenghus Osrithe,.  
Son surnom « Búadach » signifie « Victorieux ». Son nom est à l'origine de appellation postérieure de ses descendants le Dál Birn qui règnent sur l'Osraige jusqu'à l'invasion normande de l'Irlande, et même demeurent de nobles propriétaires terriens dans l'Upper Ossory jusqu'à la mort de Bernard FitzPatrick (2e baron Castletown) en 1937.
Il ne doit pas être confondu avec son homonyme Lóegaire Búadach l'un des héros du Cycle d'Ulster.

## Source
- Anthony Stokvis, préf. H. F. Wijnman, Manuel d'histoire, de généalogie et de chronologie de tous les états du globe, depuis les temps les plus reculés jusqu'à nos jours, Leyde, éditions Brill, 1889 réédition 1966, Volume II  Chapitre  III. Lagénie [Laighen, Leinster], § 2 Ossory [Osraighe]:  Généalogie des rois d'Ossory . Tableau généalogique n° 28a p. 272.